# Vụ máy bay B-25 đâm vào Tòa nhà Empire State 1945
Vào ngày 28 tháng 7 năm 1945, một chiếc máy bay ném bom B-25 Mitchell của Không lực Lục quân Hoa Kỳ đã vô tình đâm vào mặt phía Bắc của tòa nhà Empire State tại Thành phố New York khi đang bay trong sương mù dày đặc. Vụ tai nạn làm 14 người thiệt mạng (bao gồm 3 thành viên phi hành đoàn và 11 người ở trong tòa nhà), và làm khoảng 24 người bị thương. Vụ tai nạn gây thiệt hại kinh tế ước tính là 1 triệu USD (bằng khoảng 17 triệu USD vào năm 2024), nhưng không gây thiệt hại đến cấu trúc tòa nhà.

## Va chạm
Vào thứ Bảy, ngày 28 tháng 7 năm 1945, Trung tá William Franklin Smith Jr., đến từ Watertown, Massachusetts lái máy bay ném bom B-25 Mitchell làm nhiệm vụ vận chuyển nhân sự thường lệ, đi từ Căn cứ Không quân Bedford tại Massachusetts. Do sương mù dày đặc, máy bay không thể hạ cánh xuống Sân bay LaGuardia theo dự kiến, nên phi công đã yêu cầu chuyển hướng đến Sân bay đô thị Newark ở New Jersey. Smith yêu cầu được phép hạ cánh, nhưng kiểm soát không lưu khuyên anh không nên hạ cánh vì tầm nhìn xa hiện tại đang gần như bằng không vì sương mù. Anh vẫn tiếp tục hạ cánh và bị mất phương hướng; sau đó anh rẽ nhầm sang phải thay vì trái sau khi bay sượt qua Tòa nhà Chrysler ở phía Đông phố 42.
Vào lúc 9:40 sáng, máy bay đâm vào mặt phía Bắc của Tòa nhà Empire State. Vị trí va chạm của máy bay nằm giữa tầng 78 và 80, tạo ra một lỗ hổng rộng 18 x 20 foot (5,5 m × 6,1 m) trong tòa nhà ở vị trí khu vực văn phòng của Dịch vụ Cứu trợ Chiến tranh và Hội đồng Phúc lợi Công giáo Quốc gia. Một động cơ của máy bay đâm xuyên qua mặt phía Nam của tòa nhà, bay đến khu nhà kế bên, rơi xuống từ độ cao 900 foot (270 m), đáp xuống mái của một tòa nhà gần đó và gây hỏa hoạn làm phá hủy một phòng triển lãm nghệ thuật ở căn penthouse tại đó. Động cơ còn lại và một phần của thiết bị hạ cánh rơi xuống hố thang máy, làm đứt cáp thang máy. Đám cháy sau khi máy bay đâm vào tòa nhà được dập sau 40 phút. Đám cháy tại tòa nhà Empire State sau vụ tai nạn này là vụ hỏa hoạn ở vị trí cao nhất mà lính cứu hỏa New York từng khống chế được.
Có khoảng 50 đến 60 người đang ngắm cảnh ở khu quan sát tại tầng 86 khi máy bay đâm vào tòa nhà. Mười bốn người đã thiệt mạng: Trung tá Smith, Trung sĩ Christopher Domitrovich, Thợ máy hàng không Hải quân Albert Perna, người đang đi nhờ trên máy bay, và mười một người khác trong tòa nhà. Thi thể của Perna được tìm thấy hai ngày sau đó; đội tìm kiếm phát hiện thi thể của anh ở dưới đáy hố thang máy. Thi thể của hai thành viên phi hành đoàn còn lại bị cháy đen, không còn có thể nhận dạng. Khoảng 20 đến 24 người khác bị thương do vụ tai nạn. Tiếp viên thang máy Betty Lou Oliver bị đánh văng khỏi cabin thang máy ở tầng 80 và bị bỏng nặng. Các nhân viên sơ cứu đưa cô vào một cabin khác để đưa cô xuống tầng trệt, nhưng cáp của cabin này bị mảnh vỡ máy bay làm đứt và thang máy rơi từ tầng thứ 79 xuống tầng hầm, tổng độ cao rơi là 75 tầng. Oliver đã sống sót sau cú rơi từ độ cao 1.000 feet (~300 m) này nhờ lớp đệm không khí được tạo ra do cabin thang máy nén không khí trong hố khi rơi, nhưng cô bị gãy xương chậu, lưng và cổ khi đội cứu hộ tìm thấy cô trong đống đổ nát. Đây hiện là vụ rơi thang máy từ độ cao lớn nhất có người sống sót. Những người ở trong cabin thang máy đó được cứu sống, một phần nhờ công của ông Donald P. Molony.

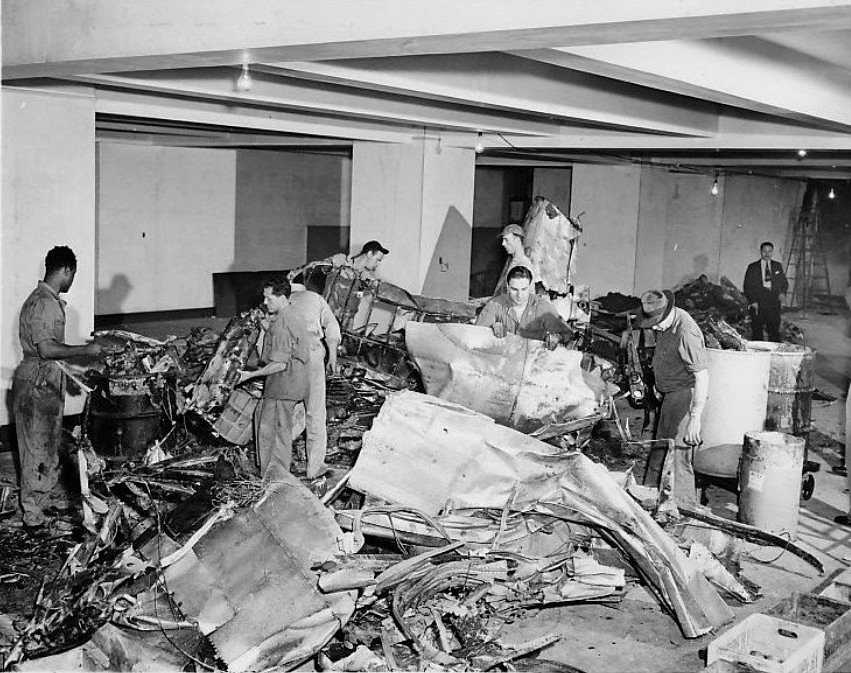
Thiệt hại bên trong tòa nhà.

## Hậu quả
Bất chấp thiệt hại về người và của, nhiều tầng của tòa nhà mở cửa trở lại ngay sáng thứ Hai tuần sau đó, chưa đầy 48 giờ sau vụ tai nạn. Sau khi đống đổ nát đã được dọn dẹp, ông Armand Hammer đã mua lại tầng 78 bị hư hại và sử dụng tầng này làm trụ sở công ty United Distillers of America của ông sau khi đã trùng tu lại.
Vụ tai nạn đã thúc đẩy Quốc hội Hoa Kỳ thông qua Đạo luật Yêu cầu Bồi thường Liên bang đã bị trì hoãn từ lâu. Đạo luật này được Tổng thống Harry S. Truman ký thành luật vào tháng 8 năm 1946, thêm các điều khoản có hiệu lực hồi tố vào luật và cho phép người dân kiện tụng chính phủ vì vụ tai nạn.
Vào ngày 24 tháng 7, 1946, bốn ngày trước khi tròn một năm vụ tai nạn diễn ra, lại có một chiếc máy bay nữa suýt đâm vào tòa nhà. Chiếc máy bay hai động cơ chưa được nhận dạng này được mô tả là không có phù hiệu quân đội và đã bay sượt qua tầng 68, làm cho các nhân viên và khách du lịch ở xung quanh giật mình.